# Блажевич, Яков
Яков Блажевич (сербохорв. Jakov Blažević / Јаков Блажевић, 24 марта 1912, Бужим, близ Госпича, Австро-Венгрия — 10 декабря 1996, Загреб, Хорватия) — югославский хорватский государственный деятель, председатель Сабора Союзной Республики Хорватии (1967—1974). председатель Президиума Союзной Республики Хорватии (1974—1982).

## Биография
В 1936 г. окончил юридический факультет Загребского университета. Член КПЮ с 1928 г. В 1931 г. за революционную деятельность приговорен к шести месяцам тюрьмы. После оккупации страны фашистскими войсками становится активным участником народно-освободительной войны, возглавив партизанский отряд «Велебит». В 1942 г. был избран секретарем райкома Коммунистической партии провинции Лика. В марте 1943 г. итальянский суд заочно приговорил его как одного из организаторов освободительного движения к смертной казни.
В послевоенное время занимал ряд ответственных должностей.
Как прокурор Народной Республики Хорватии в 1946 г. был главным прокурором в ходе судебного разбирательства по делу архиепископа Степинаца. Затем являлся министром торговли и продовольствия, министром государственных закупок в федеральном правительстве Югославии, заместителем председателя Исполнительного веча Народной Республики Хорватии.
- 1953—1962 гг. — председатель Исполнительного Вече Народной Республики Хорватии,
- 1962—1967 гг. — заместитель председателя Союзного исполнительного Вече СФРЮ,
- 1967—1974 гг. — председатель Сабора Социалистической Республики Хорватии,
- 1974—1982 гг. — председатель Президиума Социалистической Республики Хорватии.

Затем — председатель торгово-промышленной палаты СФРЮ. С 1982 г. на пенсии.
Жена — Вера, участница Народно-освободительной войны. Её сестра Любица, свояченица Якова — также участница Народно-освободительной войны, Народный герой Югославии.